# 1957-es Eurovíziós Dalfesztivál
Az 1957-es Eurovíziós Dalfesztivál volt a második Eurovíziós Dalfesztivál, melynek az NSZK-beli Frankfurt adott otthont. A helyszín a frankfurti Großer Sendesaal des Hessisches Rundfunk volt.
Az első versenyhez hasonlóan a legtöbben rádión kísérték a műsort, de jelentősen megnőtt azok száma, akik televízión nézték a versenyt.
Egyes híresztelések szerint azért Németország kapta meg a rendezés jogát, mert az előző évben ők végeztek a második helyen, viszont az első verseny eredménye sosem került nyilvánosságra, így ezt nem lehet tudni. Valójában ekkor még nem volt életben az a szabály, hogy az előző év győztese rendezi meg a versenyt, sőt azt tervezték, hogy az eredményektől függetlenül sor kerül mindegyik tagország rendezésére. Azonban ez az ötlet már nem volt praktikus, ahogy egyre több ország csatlakozott, így nem valósult meg.

## A résztvevők
1957-ben csatlakozott a versenyhez Ausztria, Dánia és az Egyesült Királyság, akik már az 1956-os versenyre is jelentkeztek, de végül nem vettek részt. Ebben az évben már mindegyik ország csak egy-egy dalt nevezhetett, így összesen tíz dal versenyzett.
Másodszor vett részt a versenyen a holland Corry Brokken, aki ezúttal győzni tudott. Ugyancsak másodszor vett részt az előző év győztese, a svájci Lys Assia, ám ezúttal csak a nyolcadik helyen végzett. 

## A verseny
Az olasz dal 5 perc 9 másodperc hosszú volt, ezzel szemben a fellépési sorrendben közvetlenül előtte lévő Egyesült Királyság indulója mindössze 1 perc 52 másodpercet énekelt. Habár a szabályok kimondták, hogy egy dalnak három percnél rövidebbnek kell lennie, az olasz dalt nem zárták ki, viszont a következő évektől szigorúan betartatták a szabályt.
Az 1957-es versenyben fordult elő először az is, hogy valaki egy látványelemmel kívánta emlékezetessé tenni produkcióját: a német énekesnő, Margot Hielscher egy telefonkagylóba énekelve adta elő a Telefon, Telefon című dalt.
A dán dal volt az első, melyet egy duó adott elő – az előző évben ezt még nem tették lehetővé a szabályok –, ezenkívül Birthe Wilke és Gustav Winckler váltotta a színpadon a verseny történetének első és leghosszabb csókját. Ennek oka, hogy a stáb egyik tagja elfelejtette megadni a csók végét jelentő előre megbeszélt jelzést. Ezt természetesen csak a televíziónézők láthatták.
Először fordult elő, hogy egy dal nem kizárólag az adott ország egy nemzeti nyelvén szólalt meg: a német dal négy másik nyelven is tartalmazott rövid kifejezéseket.
Ez volt az első verseny, ahol egy meghívott előadó sem volt.

## A szavazás
Mindegyik részt vevő ország tíz zsűritaggal rendelkezett. A zsűritagok 1 pontot adtak az általuk legjobbnak vélt dalnak. Az előző évvel ellentétben a zsűritagok nem szavazhattak a saját országuk dalára. Ez volt az első alkalom, hogy nyílt volt a szavazás: a műsorvezetőnő és segítője telefonon keresztül vette fel a kapcsolatot a szóvivőkkel, a fellépési sorrenddel ellentétes sorrendben, vagyis Svájc volt az első szavazó, és Belgium az utolsó. Hollandia már az első szavazó zsűri után az élre állt, és az előnyét végig megőrizve, mindegyik országtól legalább egy pontot begyűjtve, fölényes győzelmet aratott.
Ez volt az első alkalom, hogy Hollandia nyert, illetve hogy nem a házigazda ország énekese diadalmaskodott.

## Eredmények
| #  | Ország             | Nyelv    | Előadó                          | Dal                           | Magyar fordítás                     | Helyezés | Pontszám |
| -- | ------------------ | -------- | ------------------------------- | ----------------------------- | ----------------------------------- | -------- | -------- |
| 01 | Belgium            | holland  | Bobbejaan Schoepen              | Straatdeuntje                 | Utcai dal                           | 8.       | 5        |
| 02 | Luxemburg          | francia  | Danièle Dupré                   | Amours mortes (tant de peine) | Halott szerelmek (Oly sok fájdalom) | 4.       | 8        |
| 03 | Egyesült Királyság | angol    | Patricia Bredin                 | All                           | Minden                              | 7.       | 6        |
| 04 | Olaszország        | olasz    | Nunzio Gallo                    | Corde della mia chitarra      | A gitárom húrjai                    | 6.       | 7        |
| 05 | Ausztria           | német    | Bob Martin                      | Wohin, kleines Pony?          | Hová, kicsi póniló?                 | 10.      | 3        |
| 06 | Hollandia          | holland  | Corry Brokken                   | Net als toen                  | Úgy, mint egykor                    | 1.       | 31       |
| 07 | Németország        | német[a] | Margot Hielscher                | Telefon, Telefon              | —                                   | 4.       | 8        |
| 08 | Franciaország      | francia  | Paule Desjardins                | La belle amour                | A szép szerelem                     | 2.       | 17       |
| 09 | Dánia              | dán      | Birthe Wilke és Gustav Winckler | Skibet skal sejle i nat       | Ma éjjel indul a hajó               | 3.       | 10       |
| 10 | Svájc              | francia  | Lys Assia                       | L’enfant que j’étais          | A gyermek, aki voltam               | 8.       | 5        |

1.↑ a: A dal tartalmazott egy-egy kifejezést angol, francia, olasz, illetve spanyol nyelven is.

## Ponttáblázat
|                    | Zsűrik  | Zsűrik    | Zsűrik             | Zsűrik      | Zsűrik   | Zsűrik    | Zsűrik      | Zsűrik        | Zsűrik | Zsűrik | Zsűrik |
| Össz               | Belgium | Luxemburg | Egyesült Királyság | Olaszország | Ausztria | Hollandia | Németország | Franciaország | Dánia  | Svájc  |        |
| ------------------ | ------- | --------- | ------------------ | ----------- | -------- | --------- | ----------- | ------------- | ------ | ------ | ------ |
| Belgium            | 5       |           |                    |             |          |           |             | 2             |        | 2      | 1      |
| Luxemburg          | 8       |           |                    | 1           | 4        | 3         |             |               |        |        |        |
| Egyesült Királyság | 6       | 1         | 1                  |             |          | 1         | 1           |               |        |        | 2      |
| Olaszország        | 7       | 1         | 1                  | 2           |          |           | 2           |               |        | 1      |        |
| Ausztria           | 3       |           |                    | 2           |          |           | 1           |               |        |        |        |
| Hollandia          | 31      | 5         | 3                  | 1           | 1        | 6         |             | 1             | 4      | 3      | 7      |
| Németország        | 8       | 1         |                    |             | 1        |           |             |               | 6      |        |        |
| Franciaország      | 17      | 2         | 4                  | 2           |          |           | 1           | 6             |        | 2      |        |
| Dánia              | 10      |           |                    | 2           | 3        |           | 5           |               |        |        |        |
| Svájc              | 5       |           | 1                  |             | 1        |           |             | 1             |        | 2      |        |

A szavazás a fellépési sorrenddel ellentétesen történt.

## Térkép

Részt vevő országok

## Visszatérő előadók
| Előadó        | Ország    | Előző év(ek)   |
| ------------- | --------- | -------------- |
| Corry Brokken | Hollandia | 1956           |
| Lys Assia     | Svájc     | 1956 (győztes) |

## A szavazás és a nemzetközi közvetítések

### Pontbejelentők
| 1. Svájc – Mäni Weber 2. Dánia – ismeretlen 3. Franciaország – Claude Darget 4. Németország – Joachim Fuchsberger 5. Hollandia – Willem Duys | 1. Ausztria – ismeretlen 2. Olaszország – Nunzio Filogamo 3. Egyesült Királyság – David Jacobs 4. Luxemburg – ismeretlen 5. Belgium – Bert Leysen |

### Kommentátorok
| Ausztria           | Emil Kollpacher             | ORF                    |
| Belgium            | Janine Lambotte (franciául) | INR                    |
| Belgium            | Anton Peters (hollandul)    | NIR TV                 |
| Dánia              | Gunnar Hansen               | Statsradiofonien TV    |
| Egyesült Királyság | Berkekey Smith (televízió)  | BBC Television Service |
| Egyesült Királyság | Tom Sloan (rádió)           | BBC Light Programme    |
| Franciaország      | Robert Beauvais             | RTF                    |
| Hollandia          | Piet te Nuyl                | NTS                    |
| Luxemburg          | Jacques Navadic             | Télé-Luxembourg        |
| Németország        | Wolf Mittler                | Deutsches Fernsehen    |
| Olaszország        | Bianca Maria Piccinino      | Programma Nazionale    |
| Svájc              | Georges Hardy               | TSR                    |
| Svédország         | Nils Linnman                | Radiotjänst TV         |